# Tolyle

Structure des trois groupes isomères : ortho-, méta- et para-tolyle (de gauche à droite)

Le terme tolyle, ou crésyle ou méthylphényle, désigne un groupe fonctionnel aromatique de formule brute générale CH3C6H4-R. Ce groupe fait partie de la famille des aryles et est un dérivé du toluène par perte d'un atome d'hydrogène. Il existe trois isomères de ce groupe qui sont désignés accordemment à la nomenclature des dérivés benzéniques.

## Nomenclature
Les termes o-tolyle, m-tolyle et p-tolyle sont encore acceptés dans la nomenclature IUPAC. Toutefois si le cycle aromatique est substitué par d'autres groupes fonctionnels, ces termes ne peuvent plus être utilisés et les règles habituelles de la nomenclature sont à utiliser.